# Odpadek
Odpadek (pogosto tudi odpadki ali smeti) je vsaka snov ali predmet, ki ga povzročitelj ne more ali ne želi uporabiti sam, ampak ga mora zavreči. 
Vsak odpadek je treba zaradi varstva okolja prepustiti v zbiranje, oddati v predelavo ali odstraniti na predpisan način. Vsekakor ostajajo nekatera odprta vprašanja, npr. glede odpadnih kovin in papirja, ki so lahko sekundarne surovine ali pa odpadki. Dejstvo, da ima nek material ekonomsko vrednost ali pa je integralni del industrijske proizvodnje, ne preprečuje, da bi bil označen kot odpadek.

## Vrste odpadkov
Odpadke razvrščamo z dveh osnovnih vidikov:
- Po viru nastanka; zaradi opravljanja različnih človekovih dejavnosti, je množica odpadkov v klasifikacijskem seznamu dejavnosti razvrščena v 20 skupin in 111 podskupin.
- Z vidika nevarnostnega potenciala jih isti seznam deli v nevarne in nenevarne odpadke.

Poleg te osnovne delitve odpadkov, se odpadki lahko delijo še na druge načine:
- Ločimo jih na komunalne in nekomunalne odpadke; v prve sodijo gospodinjski odpadki in njim podobni odpadki iz industrije, obrti ter storitvenih dejavnosti. Pri komunalnih odpadkih pa govorimo še o ločenih frakcijah komunalnih odpadkov, nevarnih frakcijah komunalnih odpadkov in o kosovnih odpadkih.
- Zelo pomembna z vidika funkcionalnosti in zlasti predelave je delitev odpadkov po materialnem sestavu: biološko razgradljivi odpadki (zelena biomasa, ostanki hrane rastlinskega izvora in krme, papir in karton, les, delno tekstil), steklo, plastika, kovine, sestavljeni materiali (kompoziti), odpadno usnje, kože, krzno, gume in gumi, kisline, lugi, topila, barve, laki, kiti, smole, kemikalije, mineralna olja, kamenje, zemlja, žlindra, pepel, mulji idr.
- Odpadke pogosto ločimo na tiste iz primarnih dejavnosti (npr. kmetijstva, gozdarstva, rudarstva), odpadke iz industrije, iz energetike ter odpadke iz gradbeništva.
- Posebno skupino tvorijo odpadki iz naprav za obdelavo odpadkov in naprav za čiščenje odpadne vode (blato čistilnih naprav).
- Pravno zakonsko ločeno pa se obravnavajo posamezne specifične skupine odpadkov, zaradi njihovega velikega nevarnostnega potenciala (na primer vsebnosti težkih kovin: zlasti živega srebra, kadmija, svinca in šestvalentnega kroma); zaradi posebne vloge (težka nadomestljivost oziroma zamenljivost izhodiščnih nevarnih kemikalij z nenevarnimi) in posebnega ravnanja (na primer odpadna embalaža). Posebej obravnavamo odpadke, ki vsebujejo azbest, PCB, Elektronski odpadki in PCT, odpadke iz proizvodnje TiO₂, odpadna olja in gudron, mineralna olja, baterije in akumulatorje z nevarnimi snovmi, gradbene odpadke, izrabljene avtomobilske gume, izrabljena motorna vozila, infektivne odpadke iz zdravstvene dejavnosti, klavnične odpadke in kužni material živalskega porekla ter živalske stranske proizvode, biorazgradljive organske kuhinjske odpadke, odpadna jedilna olja in masti, odpadno električno in elektronsko opremo ter radioaktivne odpadke.

## Razvrščanje
Odpadke lahko razvrščamo na veliko različnih načinov. Najpogosteje se razvrščajo glede na velikost in težo, med katerima pa obstaja očitna razlika. Na primer, organski odpadki so mnogo težji, če so razmočeni, plastika in stekleni izdelki pa imajo lahko pritrjene razne uteži in so hkrati lahko enake velikosti. Na svetovni ravni je zelo težko razvrščati odpadke, ker ima vsaka posamezna država drugačen pristop k razvrščanju odpadkov in k temu, kaj spada v posamezno skupino odpadkov. Temeljijo na nepopolnih poročilih svojih strank. Baselske konvencije so preračunale, da smo v letu 2001 ustvarili 338 milijonov ton odpadkov. Še za isto leto je Organizacija za gospodarsko sodelovanje in razvoj ocenila za 4 miljarde ton odpadkov iz svojih držav članic. Kljub taki nedoslednosti je razvrščanje odpadkov še vedno najboljše na male in velike količine za določanje ključnih vzrokov in lokacij ter najti načine za preprečevanje, zmanjšanje, obnavljanje, obdelovanje in odlaganje odpadkov.

## Stroški

### Okoliški stroški
Odpadki pogosto privabijo glodavce in žuželke, ki povzročijo nastanek prebavilnih parazitov, rumene mrzlice, glist, kuge in drugih bolezni za ljudi. Izpostavljenost nevarnim odpadkom, še posebej tistim, ki so bili dolgo isti lokaciji, lahko povzročijo različne viruse, bolezni, celo raka. Odpadki lahko onesnažijo površinske vode, podtalnico, zemljo in zrak, kar lahko povzroči več težav za ljudi in druga bitja oziroma ekosistem. Obdelovanje in odlaganje odpadkov povzroča veliko toplogrednih plinov (TPG), še posebej metana, ki je poglavitnejši pri vplivanju na globalne podnebne spremembe.

### Ekonomični stroški
Gospodarski stroški za razvrščanje odpadkov so visoki in jih pogosto plačajo občinske vlade. Denar bi lahko privarčevali z bolj učinkovitimi zbiralnimi načini, sodobnejšimi vozili in z javno izobrazbo. Okoljevarstvena politika se drži načela, da mora potrošnik plačati za vse odpadke, ki jih je proizvedel in s tem je mogoče zmanjšati stroške upravljanja in zmanjšanje količin odpadkov. Predelava odpadkov (recikliranje in obnavljanje materiala) lahko poveča gospodarske stroške, (če se izognjemo pridobivanju surovin iz obnovljivih odpadkov, razpolovimo stroške prevoza takšnih odpadkov). Lokacije, kjer predelujejo odpadke in jih odlagajo, pogosto vplivajo na vrednost nepremičnin zaradi hrupa, prahu, onesnaževanja, neprijetnega vonja,... V neformalnih odpadnih sektorjih delajo ljudje, stroji, ki ločujejo odpadke na kovine, steklo, plastiko, tekstil in druge materiale, ki so obnovljivi in katere lahko tržijo naprej za dobiček. Takšen sektor lahko znatno spremeni oziroma zmanjša nastajanje odpadkov v določenih sistemih, ampak po drugi strani se zaradi tega tudi pojavijo negativne gospodarske posledice, ki povzročijo bolezni, revščino, izkoriščanje in zlorabo delavcev.

### Izobraževanje in ozaveščanje
Izobraževanje in ozaveščanje na področju razvrščanja odpadkov in poslovanja z odpadki je pomembnejše od vidika globalnega upravljanja z viri. Talloires-ova deklaracija, je deklaracija za dolgoročno zanimanje glede širjenja onesnaževanja okolja ter izkoriščanja naravnih virov. Je tudi deklaracija za dolgoročno zanimanje lokalnih, regionalnih in globalne onesnaženosti zraka, zbiranje in distribucijo strupenih odpadkov, uničevanje in ožanje gozdov, zemlje in vode; tanjšanje ozonske plasti in emisij »zelena hiša« plini ogrožajo preživetje ljudi in na tisoče drugih vrst živih bitij, celovitost zemlje in njegove biološke raznolikosti, varnost narodov in dediščine prihodnjih generacij. Več različnih univerz se ukvarja s Talloires-ovo Deklaracijo z osnovanjem boljšega okoljevarstvenega poslovanja in programov za obdelovanje odpadkov oziroma univerzitetnimi projekti za obdelovanje odpadkov. Univerzitetno in poklicno izobraževanje podpirajo različne organizacije, kot so na primer WAMITAB in Chartered Institution of Wastes Management.